# Ligne 6 du métro de Nankin
 (décembre 2021).
Si vous disposez d'ouvrages ou d'articles de référence ou si vous connaissez des sites web de qualité traitant du thème abordé ici, merci de compléter l'article en donnant les références utiles à sa vérifiabilité et en les liant à la section « Notes et références ».
La ligne 6 du métro de Nankin (chinois traditionnel : 南京地鐵六號線 ; chinois simplifié : 南京地铁六号线)  est une ligne qui est en construction du métro de Nankin. C'est une ligne sud-nord qui relie le district de Qixia avec le district de Yuhuatai au sud. De Montagne Qixia à Gare de Nankin-Sud, la ligne comporte 19 stations et 34,8 km en longueur.

## Histoire
| Section        | Section            | Date d'ouverture | Longueur km | Stations |
| -------------- | ------------------ | ---------------- | ----------- | -------- |
| Montagne Qixia | Gare de Nankin-Sud |                  | 34.8        | 19       |

## Caractéristiques

### Liste des stations
| Services                      | Nom de station                                        | Nom de station | Nom de station                                       | Connexions                                 | Positionne à |
| Services                      | Français                                              | Chinois        | Anglais                                              | Connexions                                 | Positionne à |
| ----------------------------- | ----------------------------------------------------- | -------------- | ---------------------------------------------------- | ------------------------------------------ | ------------ |
| Prolongement Nord (en projet) |                                                       |                |                                                      |                                            |              |
| 6-1                           | Qixia                                                 | 棲霞           | Qixiashan                                            | Ligne S5                                   |              |
| Voie mère (en construction)   |                                                       |                |                                                      |                                            |              |
| 6-2                           | Montagne Qixia                                        | 棲霞山         | Qixiashan(Qixia Mountain)                            | Ligne14                                    |              |
| 6-3                           | Jinlingshihua                                         | 金陵石化       | Jinlingshihua                                        |                                            |              |
| 6-4                           | Place Shiyue                                          | 十月廣場       | Shiyueguangchang(October Square)                     | Ligne8                                     |              |
| 6-5                           | Rue Xingzhi                                           | 興智路         | Xingzhilu(Xingzhi Road)                              |                                            |              |
| 6-6                           | Rue Xingxue                                           | 興學路         | Xingxuelu(Xingxue Road)                              |                                            |              |
| 6-7                           | Ville nouvelle de Yanjiang                            | 燕江新城       | Yianjiang New Town                                   |                                            |              |
| 6-8                           | Wanshou                                               | 萬壽           | Wanshou                                              | Ligne7                                     |              |
| 6-9                           | Rue Yingyuan Sud                                      | 營苑南路       | Yingyuannanlu(Yingyuan South Road)                   |                                            |              |
| 6-10                          | Ville nouvelle de Hongshan                            | 紅山新城       | Hongshan New Town                                    | Ligne9                                     |              |
| 6-11                          | Rue Huayuan                                           | 花園路         | Huayuanlu(Huayuan Road)                              |                                            |              |
| 6-12                          | Gangzicun                                             | 崗子村         | Gangzicun                                            | Ligne4                                     |              |
| 6-13                          | Montagne Fugui                                        | 富貴山         | Fuguishan(Fugui Mountain)                            |                                            |              |
| 6-14                          | Palais de la dynastie Ming                            | 明故宮         | Minggugong(Palace of Ming Dynasty)                   | Ligne2・Ligne13                            |              |
| 6-15                          | Guanghuamen                                           | 光華門         | Guanghuamen                                          | Ligne5                                     |              |
| 6-16                          | Pont Zhonghe                                          | 中和橋         | Zhongheqiao(Zhonghe Bridge)                          |                                            |              |
| 6-17                          | Rue Yingtian Est                                      | 應天東街       | Yingtiandongjie(Yingtian East Street)                |                                            |              |
| 6-18                          | Hôpital de médecine traditionnelle chinoise de Nankin | 市中醫院       | Shizhongyiyuan(Nanjing Hospital of Chinese Medicine) |                                            |              |
| 6-19                          | L'ancien site de la piste d'aéroport                  | 機場跑道舊址   | The Former Site of Airport Runway                    | Ligne10                                    |              |
| 6-20                          | Jiagang                                               | 夾崗           | Jiagang                                              |                                            |              |
| 6-21                          | Gare de Nankin-Sud                                    | 南京南站       | Nanjing South Railway Station                        | Ligne1・Ligne3・Ligne18・Ligne S1・LigneS3 |              |